# Gamboïns
Els gamboïns eren partidaris del llinatge guipuscoà de Gamboa. Enfrontats durant l'edat mitjana als oñacins en les anomenades Guerres de bàndols en les quals es van produir fets com l'incendi de Mondragón en 1448. Tenien com a aliats als agramontesos i al Regne de Navarra.
El cap del llinatge gamboí –o Ganboín, s'utilitza indistintament amb "m" o "n"– sembla haver estat Sancho Vélez de Guevara, net de Sancho García de Salcedo, Senyor d'Ayala, al voltant de 1150. De Sancho Vélez de Guevara, els seus germans i fills, ve la descendència del cognom Gamboa a la península Ibèrica i als països d'Amèrica Llatina.